# Anton Zima
Anton Zima (* 7. října 1946) je bývalý český politik, v 90. letech 20. století poslanec České národní rady a Poslanecké sněmovny za ODS, později za Unii svobody. Anton Zima je synem slovenského pedagoga a řeckokatolického kněze Andreje Zimy politicky pronásledovaného komunistickým režimem.

## Biografie
Ve volbách v roce 1992 byl zvolen do České národní rady za ODS (volební obvod Východočeský kraj).
Od vzniku samostatné České republiky v lednu 1993 byla ČNR transformována na Poslaneckou sněmovnu Parlamentu České republiky. Zde mandát obhájil ve volbách v roce 1996. V letech 1992–1998 zasedal v hospodářském výboru. Do ledna 1998 členem poslaneckého klubu ODS, pak přešel do nově vzniklé Unie svobody. V listopadu 1995 se stal předsedou dozorčí rady podniku SPT Telecom. Z funkce byl odvolán v prosinci 1998.
Angažoval se i v komunální politice. V komunálních volbách roku 1990, 1994, 1998, 2002 a 2006 byl zvolen do zastupitelstva města Králíky. Zde působil jako starosta města od roku 1990 do roku 2002, kdy ho vystřídal Dušan Krabec . V letech 1990 a 1994 kandidoval za ODS, 1998 za Unii svobody a v následných volbách jako bezpartijní. Kandidoval i v komunálních volbách roku 2010, ale nebyl zvolen.